# Pepe (película)
Pepe es una película de comedia musical estadounidense de 1960 producida y dirigida por George Sidney, y protagonizada por Mario Moreno "Cantinflas", Dan Dailey y Shirley Jones. Esta película contiene una multitud de cameos, intentando replicar el éxito del debut cinematográfico estadounidense de Cantinflas en La vuelta al mundo en ochenta días (1956).

## Argumento
El mozo de cuadras de un rancho mexicano, llamado Pepe (Cantinflas), está muy encariñado con uno de los caballos, sin embargo, su jefe se lo venderá a un director de cine estadounidense. Pepe, entonces, buscará trabajo ofreciendo sus servicios de caballerango en Hollywood para estar cerca de su amigo equino. 
En el set conoce a Suzie Murphy (Shirley Jones), una extra de una producción a la que le toma cariño y decide impulsar su carrera presentándole a su jefe Ted Holt (Dan Dailey).
Pepe se enamora de Suzie, pero esta, a pesar de tenerle mucho cariño, realmente está enamorada de Ted.

## Reparto
- Mario Moreno "Cantinflas" como Pepe.
- Dan Dailey como Ted Holt.
- Shirley Jones como Suzie Murphy.
- Carlos Montalbán como Rodríguez, subastador.
- Vicki Trickett como Lupita.
- Matt Mattox como Bailarín.
- Hank Henry como Mánager.
- Suzanne Lloyd como Carmen.
- Carlos Rivas como Carlos.
- Michael Callan como Bailarín.
- William Demarest como Portero del estudio de cine.

### Cameos
- Joey Bishop
- Billie Burke
- Maurice Chevalier
- Charles Coburn
- Richard Conte
- Bing Crosby en su propio papel
- Tony Curtis
- Bobby Darin
- Ann B. Davis como su personaje de The Bob Cummings Show, Schultzy
- Sammy Davis Jr.
- Jimmy Durante
- Zsa Zsa Gabor
- Judy Garland (solo voz)
- Greer Garson
- Hedda Hopper
- Ernie Kovacs
- Peter Lawford
- Janet Leigh
- Jack Lemmon en su propio papel
- Dean Martin
- Jay North como su personaje de televisión Daniel el travieso
- Kim Novak en su propio papel
- André Previn
- Donna Reed
- Debbie Reynolds
- Edward G. Robinson
- Cesar Romero
- Frank Sinatra en su propio papel

## Producción
Más tarde, George Sidney recordó que «hubo problemas para lidiar con la logística de hacer una película en dos países con una huelga de escritores al mismo tiempo. Fue difícil tratar de programar alrededor de esta persona y esa persona y reunir a todas las personas. Filmar en México con dos equipos de filmación allí planteó problemas. Me movía de un lado a otro y cada vez que estaba en un lugar tenía que estar en otro lugar». Sidney dice que debido a la huelga de escritores, Durante y Cantiflas tuvieron que improvisar su escena juntos. «Resultó ser bastante divertido», dijo Sidney. «El estudio pensó que habíamos contratado escritores en el mercado negro».

## Recepción
Bosley Crowther de The New York Times no estuvo impresionado. «Los talentos raros y maravillosos del comediante mexicano Cantinflas, quien fue presentado al público en general como el ayuda de cámara en "La vuelta al mundo en ochenta días", se gastan y se disipan lamentablemente en medio de una gran masa de escoria de Hollywood en el sobredimensionado y sobrepoblado "Pepe", que se abrió al público en el Criterion anoche».

## Música
La banda sonora cuenta con varias canciones compuestas expresamente para la película:
- Faraway Part of Town de: Johnny Green y André Previn.
- Lovely Day de: Johnny Green y Agustín Lara.
- Pepe de: Johnny Green y Hans Wittstatt.
- The Humble de: Johnny Green y Agustín Lara.

## Premios
- 7 candidaturas a los premios Óscar:[5]
  - Mejor fotografía: Joseph MacDonald.
  - Mejor canción: André Previn y Dory Previn por Faraway Part of Town.
  - Mejor banda sonora: Johnny Green.
  - Mejor sonido: Charles Rice.
  - Mejor dirección artística: Ted Haworth y William Kiernan.
  - Mejor diseño de vestuario: Edith Head.
  - Mejor montaje: Viola Lawrence y Al Clark.

- Premios Golden Laurel:
  - Cantinflas quedó en quinto lugar de la lista de los premios Golden Laurel como Mejor actor de comedia.
  - La banda sonora de la película quedó también en quinto lugar en los premios Golden Laurel.

- Premio Globos de Oro:[6]
  - Cantinflas fue nominado al premio como Mejor Actor de Comedia
  - Nominada a Mejor Música
  - Nominada a Mejor Película Musical